# Кузьменков, Леонид Стефанович
Леонид Стефанович Кузьменков (25 января 1940, деревня Покоть, Гомельская область, Белоруссия ― 9 июня 2019, Москва) ― советский и российский физик, кандидат физико-математических наук (1973), доктор физико-математических наук (1985), профессор (1993). Почётный работник высшего профессионального образования Российской Федерации (1998). Награждён медалью «В память 850-летия Москвы» (1997).

## Биография
Родился  25 января 1940 года в деревне Покоть Гомельской области Белоруссии. В 1968 году окончил физический факультет Московского государственного университета. В 1973 году защитил кандидатскую диссертацию по теме «Развитие ковариантной статистики в общей теории относительности», в 1984 году защитил докторскую по теме «Проблемы релятивистской кинетической теории плазмы».
С 1973 года работал в Московском государственном университете на кафедре теоретической физики физического факультета, с 1991 года — профессор той же кафедры; заместитель декана по научной работе физического факультета. Читал лекции по курсам «Теоретическая механика и основы механики сплошных сред», «Основы теории физических систем „частицы-поле“», «Электродинамика и кинетика систем релятивистских зарядов».
Был главным редактором журнала «Нанотехнологии: разработка, применение»; заместителем главного редактора журнала «Динамика сложных систем». Является автором более 100 научных работ. Его работы опубликованы в ведущих физических журналах: «Теоретическая и математическая физика», «Журнал экспериментальной и теоретической физики» (ЖЭТФ), «Ядерная физика», «Physical Review», «Physics Letters», «Journal of Physics B», «The European Physical Journal», «Journal of Plasma Physics», «Modern Physics Letters» и др.
Читал доклады на международных и российских конференциях. Подготовил 7 кандидатов наук, многие его ученики успешно работают в российских и международных научных центрах, преподают в известных российских и зарубежных вузах.
Скончался 9 июня 2019 года после продолжительной болезни.

## Заслуги
- Медаль «В память 850-летия Москвы» (1997),
- Почётный работник высшего профессионального образования Российской Федерации (1998).

## Область научных интересов
- Классическая и квантовая кинетическая теория систем частиц с электромагнитным (запаздывающим) взаимодействием,
- Релятивистская классическая гидродинамика,
- Квантовая гидродинамика систем частиц с собственными механическими и магнитными моментами,
- Коллективные физические процессы в системах взаимодействующих частиц, плазме, конденсированных средах.

## Членство в организациях
- Член Учёного совета физического факультета (1989) и МГУ (1989―1992),
- 1992 ― член Физического общества России,
- 1992―2005 ― заместитель председателя Экспертного Совета по физике программы «Университеты России»,
- Член диссертационных советов Д 501.091.66, К 501.001.17 при МГУ, К 212.203.01 при РУДН,
- Член ГАК (МГУ), председатель ГАК (РУДН, 1995―2005),
- Член и заместитель председателя оргкомитетов 1-й, 2-й и 3-й международных конференций «Фундаментальные проблемы физики».

## Основные труды
- В. Б. Котов, Л. С. Кузьменков, О. О. Трубачев. Модуляционная неустойчивость в релятивистской изотропной плазме. ЖЭТФ, 1984, т. 89, вып. 9, с. 822―831.
- Л. С. Кузьменков. Полевая форма динамики и статистика систем с электромагнитным взаимодействием. // Теоретическая и математическая физика, 1991, т. 86, с. 231―243.
- Л. С. Кузьменков, С. Г. Максимов, В. В. Федосеев. Микроскопическая квантовая гидродинамика систем фермионов. I, II. // Теоретическая и математическая физика, 2001, т. 126, № 1, с. 136―148; № 2, с. 258―270.
- S. G. Maximov, L. S. Kuzmenkov. Quantum Hydrodynamic Equations of Fermions at nonzero Temperatures. International Journal of Theoretical Physics, Group Theory and Nonlinear Optics. Vol. 11, Number 1, pp. 33-59 (2004).

Учебные пособия
- «Задачи по теоретической механике для физиков» (соавт., 1977),
- «Теоретическая физика. Классическая механика» (2015).